# Никифоров, Иван Исаевич
Иван Исаевич Никифоров (4 апреля 1906, Витебск — 9 апреля 1984, Москва) — советский учёный в области физической культуры, участник Великой Отечественной войны. 1940—1941, 1948—1954 — Ректор ГДОИФК им. П. Ф. Лесгафта. Затем с 1959 по 1970 ректор РГУФК.
Также работал заместителем председателя Комитета по физической культуре и спорту при Совете Министров СССР.

## Награды
- орден Трудового Красного Знамени (27.04.1957) — «за успехи, достигнутые в деле развития массового физкультурного движения в стране, повышения мастерства советских спортсменов, и успешное выступление на международных соревнованиях»

## Семья
- Старший брат — Григорий (1903—1972) — старший тренер сборной СССР по бегу на длинные и марафонские дистанции (1948—1968).